# Freak Out!
Pour les articles homonymes, voir Freak Out.
Albums de The Mothers of Invention
Absolutely Free
(1967)
Freak Out! est le premier album du groupe américain The Mothers of Invention, sorti le 27 juin 1966 par le label Verve. Souvent considéré comme l'un des tout premiers albums-concepts de la musique rock, l'album est marqué par le ton satirique du leader Frank Zappa qui livre sa perception de la culture pop américaine. Il s'agit également du 2e double album studio de l'histoire du rock, étant paru une semaine après Blonde on Blonde de Bob Dylan. Toutefois, l'album paraît sous la forme d'un seul disque au Royaume-Uni initialement. Freak Out! est souvent considéré comme l'un des premiers albums les plus influents de l'histoire du rock.

## Contexte et enregistrement
Enregistré en mars 1966, l'album est produit par Tom Wilson, qui découvre les Mothers quelques semaines plus tôt alors qu'ils jouent dans un bar sous le nom des Soul Giants. Zappa dira quelques années plus tard que Wilson a initialement signé The Mothers of Invention pour un contrat d'enregistrement en croyant qu'ils étaient un groupe blanc de blues. Le groupe comprend pour l'enregistrement de l'album Frank Zappa, le chanteur et joueur de tambourin Ray Collins, le bassiste Roy Estrada, le batteur Jimmy Carl Black, ainsi que le guitariste Elliot Ingber, qui rejoindra plus tard le Magic Band de Captain Beefheart sous le nom de Winged Eel Fingerling. Tous les morceaux ont été composés et arrangés par Frank Zappa. On y retrouve les trois piliers qui sous-tendront toute son œuvre future : la rigueur de l'écriture musicale, un commentaire social sans fioriture et une bonne dose d'humour. Toute une face est consacrée à une pièce pour un ensemble de percussions (The Return of the Son of Monster Magnet), hommage au compositeur Edgard Varèse (disparu en novembre 1965) qui a très fortement influencé Zappa.
Le répertoire original du groupe comprenait des reprises de rhythm and blues, mais Zappa réussit à convaincre les autres membres de jouer ses propres compositions et le nom du groupe est changé en The Mothers. Freak Out! est empreint de plusieurs styles musicaux qui vont du rhythm and blues, du doo-wop, et du blues rock traditionnels à des arrangements orchestraux et des collages sonores avant-gardistes inhabituels pour la scène rock de l'époque. 

## Réception critique
L'album est initialement très mal reçu aux États-Unis, mais connaît un net succès en Europe. Il acquiert ensuite un statut d'album culte aux États-Unis, où il se vend régulièrement jusqu'au début des années 70. En 1999, l'album reçoit le Grammy Hall of Fame Award.
En 2003, il est classé par le magazine Rolling Stone parmi les 500 plus grands albums de tous les temps, il est placé en 246e position du classement 2012.
Il est également cité dans l'ouvrage de référence de Robert Dimery Les 1001 albums qu'il faut avoir écoutés dans sa vie.
En 2006, le MOFO Project/Object produit un documentaire audio présentant sa conception, à l'occasion du 40e anniversaire de l'album.

## Liste des titres
Toutes les chansons sont écrites et composées par Frank Zappa sauf Go Cry on Somebody Else's Shoulder, par Zappa et Ray Collins.
| 1. | Hungry Freaks Daddy                | 3:32 |
| 2. | I Ain't Got No Heart               | 2:30 |
| 3. | Who Are the Brain Police? (en)     | 3:33 |
| 4. | Go Cry on Somebody Else's Shoulder | 3:41 |
| 5. | Motherly Love                      | 2:45 |
| 6. | How Could I Be Such a Fool         | 2:12 |

| 7.  | Wowie Zowie                            | 2:53 |
| 8.  | You Didn't Try to Call Me              | 3:17 |
| 9.  | Any Way the Wind Blows                 | 2:52 |
| 10. | I'm Not Satisfied                      | 2:37 |
| 11. | You're Probably Wondering Why I'm Here | 3:38 |

| 12. | Trouble Every Day (en) | 5:50 |
| 13. | Help, I'm a Rock (en) (Suite in Three Movements) - 1. Okay to Tap Dance - 2. In Memoriam, Edgard Varèse - 3. It Can't Happen Here | 8:37 |

| 14. | Return of the Son of Monster Magnet (en) (Unfinished Ballet in Two Tableaux) - - 1. Ritual Dance of the Child-Killer - 2. Nullis Pretii (No Commercial Potential) | 12:20 |

## Musiciens
The Mothers of Invention
- Frank Zappa : guitare, harmonica, cymbales, tambourin, chant
- Jimmy Carl Black : percussions, batterie, chant
- Ray Collins : harmonica, cymbales, tambourin, chant
- Elliot Ingber : guitare
- Roy Estrada : basse, chant

Musiciens auxiliaires
- Gene Estes : percussions
- Eugene Di Novi : piano
- Neil Levang : guitare
- John Rotella : clarinette, saxophone
- Kurt Reher : violoncelle
- Raymond Kelley : violoncelle
- Paul Bergstrom : violoncelle
- Emmet Sargeant : violoncelle
- Joseph Saxon : violoncelle
- Edwin V. Beach : violoncelle
- Arthur Maebe : cor, tuba
- George Price : cor
- John Johnson : tuba
- Carol Kaye : guitare 12 cordes
- Virgil Evans : trompette
- David Wells : trombone
- Kenneth Watson : percussions
- Plas Johnson : saxophone, flûte
- Kim Fowley : hypophone
- Mac Rebennack : piano
- Les McCann : piano
- Jeannie Vassoir : « the voice of Cheese »

## Production
- Production : Tom Wilson
- Ingénieur du son : Val Valentin
- Assistants ingénieurs : Eugene Dinovi, Neil Levang, Vito, Ken Watson
- Direction musicale, orchestrations et arrangements : Frank Zappa
- Conception de la pochette : Jack Anesh
- Coiffure : Ray Collins

## Classement
Album - Billboard (Amérique du Nord)
| Année | Catégorie | Position |
| ----- | --------- | -------- |
| 1967  | Album pop | 130      |